# História alternativa

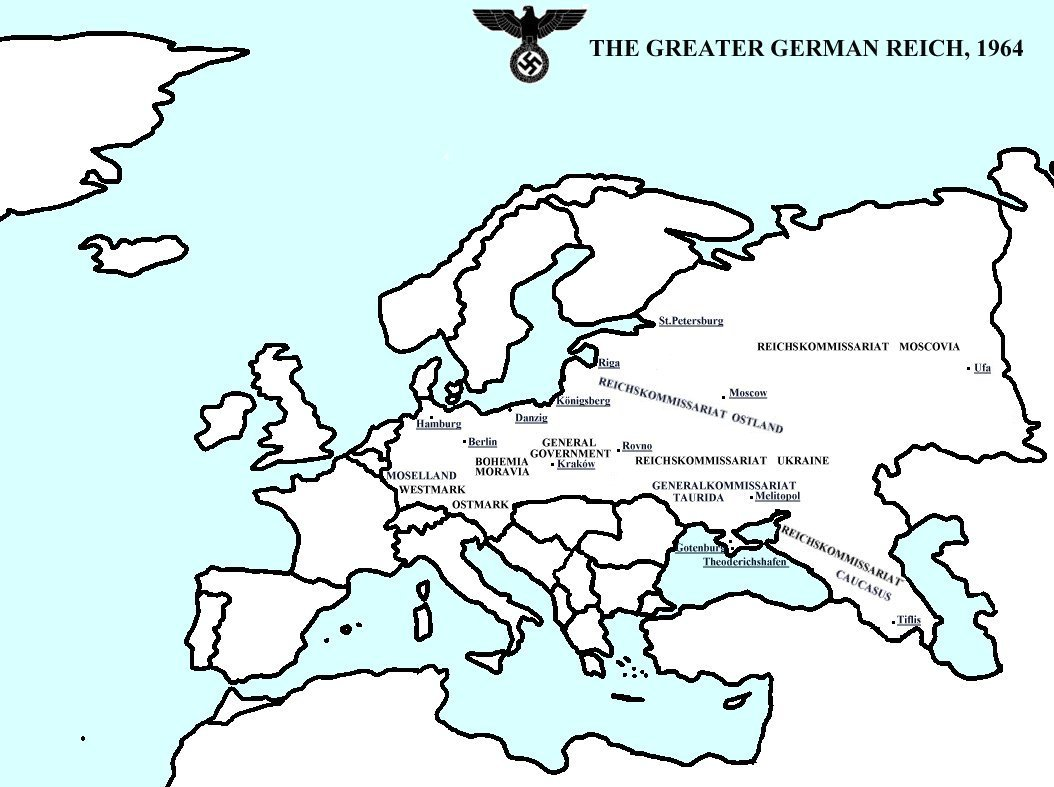
Mapa fictício mostrando a divisão política em 1964 numa Europa onde a Alemanha Nazista não foi derrotada na Segunda Guerra Mundial.

História alternativa (também denominada ucronia), é um subgênero da ficção especulativa (ou da ficção científica) cuja trama transcorre num mundo no qual a história possui um ponto de divergência da história como nós a conhecemos. A literatura de história alternativa faz a seguinte pergunta: "o que aconteceria se a história tivesse transcorrido de maneira diferente?" A maioria das obras do gênero são baseadas em eventos históricos reais, ainda que aspectos sociais, geopolíticos e tecnológicos tenham se desenvolvido diferentemente. Embora em algum grau toda a ficção possa ser descrita como "história alternativa", um representante apropriado do subgênero contém ficção na qual um ponto de divergência ocorre no passado, fazendo com que a sociedade humana se desenvolva de maneira distinta da nossa.
Desde os anos 1950, este tipo de ficção fundiu-se em grande parte com os tropos da ficção científica envolvendo (a) entrecruzamento de períodos históricos, tempo paralelo, viagens entre histórias/universos alternativos (ou conhecimento psíquico da existência do "nosso" universo por pessoas em outro, como em obras de Dick e Nabokov), ou (b) viagens rotineiras "para cima" e "para baixo" no tempo resultando na partição da história em duas ou mais linhas temporais. Cruzamento de épocas, partição do tempo e temas da história alternativa se tornaram tão entrelaçados que é impossível discuti-los separados uns dos outros. O livro de 1962 "O Homem do Castelo Alto" de Philip K. Dick, em que os nazistas venceram a Segunda Guerra Mundial é um dos exemplos mais famosos de história alternativa, tendo marcado profundamente este gênero.
Em francês, romances de história alternativa são denominados uchronie. Este neologismo é baseado na palavra utopia (um lugar que não existe) e na palavra grega para "tempo", chronos. Uma uchronie, então, é definida como um tempo que não existe. Outro termo ocasionalmente utilizado (principalmente em espanhol) é "alohistória" (lit. "outra história")..

## História

### Antiguidade
O mais antigo exemplo conhecido de história alternativa aparece em História de Roma desde sua fundação de Tito Lívio, livro IX, secções 17-19. Nele, o autor reflete sobre a possibilidade de Alexandre, o Grande ter partido para a conquista à oeste, antes de lançar suas tropas para o leste, o que o teria feito atacar Roma no século IV a.C.

### Século XIX
A primeira obra efetivamente alo-histórica parece ter sido o romance de Louis Napoléon Geoffroy-Château, denominado Napoléon et la Conquête du Monde, 1812-1813, no qual Geofffroy-Château imagina que Napoleão teria conquistado Moscou antes do desastroso inverno de 1812, o que lhe possibilitaria dominar boa parte do mundo.
Em língua inglesa, a primeira história alternativa conhecida parece ter sido o romance de Nathaniel Hawthorne, P.s Correspondance de 1845, livro cuja trama se volta para um homem aparentemente louco e que parece perceber uma realidade na qual figuras políticas e personalidades literárias já falecidas em 1845, tais como os poetas Burns, Byron, Shelley e Keats, o ator Edmund Kean, o político britânico George Canning e mesmo Napoleão Bonaparte ainda estão vivas. O primeiro romance inglês é Aristopia de Castello Holford (1895). Holford imagina o que teria sucedido se os primeiros colonizadores da Virgínia tivessem encontrado um recife de ouro puro, o que teria permitido estabelecer uma sociedade utópica na América do Norte.

## Em português
O primeiro exemplo conhecido de literatura de história alternativa em português é o romance História Maravilhosa de D. Sebastião Imperador do Atlântico (1940, embora a maioria das cópias estejam não datadas) do escritor regionalista beirão português Samuel Maia, obra curiosa que (numa lógica de louvor do Império Português e da acção deste por lógica luso-tropicalista) imagina uma realidade em que o rei D. Sebastião de Portugal venceu a batalha de Alcácer Quibir e Portugal se tornou império dominante no Atlântico. O primeiro exemplo no Brasil é a novela do escritor brasileiro José J. Veiga (1915-1999), A Casca da Serpente (1989), que imagina que Antonio Conselheiro (1830-1897) sobreviveu ao Massacre de Canudos (1897) para fundar uma nova Canudos, que existiu ao longo do século XX até a sua destruição durante a o regime militar na década de 1960.
O escritor brasileiro Gerson Lodi-Ribeiro tem feito muito para promover a história alternativa em língua portuguesa. Sua noveleta "A Ética da Traição" (1993) é considerada um clássico moderno da ficção científica brasileira. Imagina um presente alternativo em que o Brasil é um país muito menor, em razão da sua derrota na Guerra do Paraguai (1864-1870). Lodi-Ribeiro também escreveu história alternativa sob o pseudônimo de "Carla Cristina Pereira", explorando um cenário em que os portugueses chegaram à América antes de Colombo, e, aliados aos astecas, passam a construir um império global. Assumindo o pseudônimo em 2009, publicou com o seu próprio nome um romance dentro desse cenário, Xochiquetzal: Uma Princesa Asteca entre os Incas.
Publicada no Brasil em 2009, a antologia Steampunk: Histórias de um Passado Extraordinário, editada por Gianpaolo Celli, traz algumas histórias de história alternativa.
Em 2010, o escritor brasileiro Roberto de Sousa Causo teve publicada em livro a novela Selva Brasil, que imagina uma linha temporal alternativa em que o Brasil teria tentado invadir militarmente as Guianas, no início da década de 1960, ordenada pelo então presidente Jânio Quadros (1917-1992), a história é ambientada em 1993 e imagina um Brasil transformado por um conflito persistente em sua fronteira norte. 
No ano de 2015, foram lançados os livros E de Extermínio e Segunda Pátria, ambos respectivamente das editoras Draco e Intrinseca. O primeiro, escrito por Cirilo Lemos, imagina um Brasil que permaneceu sob a monarquia até meados do século XX, até a eclosão de uma guerra civil entre republicanos, apoiados pelos americanos, e monarquistas, apoiados pelos soviéticos, após a saúde do imperador entrar em crise. O segundo, escrito por Miguel Sanches Neto, imagina a vida em um Brasil que às vésperas da Segunda Guerra Mundial, sob o governo de Getúlio Vargas, decide se aliar ao Eixo.
Em 2016, a editora paulista Linotipo Digital lançou o romance de estreia de Edson Miranda, O Agente do Imperador e o Dedo da Morte, que imagina a atuação do agente secreto brasileiro André Reis frente à uma ameaça nuclear. O livro tem como cenário um mundo no qual a monarquia brasileira sobreviveu até os dias atuais e se desenvolveu junto às potências do primeiro-mundo.

## Leituras adicionais
- Chapman, Edgar L., and Carl B. Yoke (eds.). Classic and Iconoclastic Alternate History Science Fiction. Mellen, 2003
- Collins, William Joseph. Paths Not Taken: The Development, Structure, and Aesthetics of the Alternative History.  University of California at Davis 1990
- Gevers, Nicholas. Mirrors of the Past: Versions of History in Science Fiction and Fantasy.  University of Cape Town, 1997
- Hellekson, Karen. The Alternate History: Refiguring Historical Time. Kent State University Press, 2001
- McKnight, Edgar Vernon, Jr. Alternative History: The Development of a Literary Genre. University of North Carolina at Chapel Hill 1994
- Rosenfeld, Gavriel David. The World Hitler Never Made. Alternate History and the Memory of Nazism. 2005
- Snider, Adam. "Thinking Sidewise: Tips for building an Alternate History collection".  School Library Journal Abril de 2004

### Em inglês
- «Uchronia» (em inglês). possui uma introdução ao assunto e listas cobrindo mais de 2000 obras sobre história alternativa.
- «The Sidewise Award for Alternate History» (em inglês). –lista de vencedores e indicados.
- «Today in Alternate History» (em inglês). , um blog que apresenta "Importantes Eventos na História que Não Aconteceram Hoje", em várias linhas temporais.
- «Histalt.com» (em inglês). –coleção de links de história alternativa organizada por Richard J. (Rick) Sutcliffe.
- «"How to Change the World" - em histórias alternativas» (em inglês)
- «John Reilly's Alternative History» (em inglês)
- «Changing The Times» (em inglês). –e-zine de história alternativa.
- «Why Do We Ask "What If?" Reflections on the Function of Alternate History por Gavriel Rosenfeld, resenha de artigo» (em inglês)

### Em português
- «Ensaios de História Alternativa». por Gerson Lodi-Ribeiro. Texto disponível em formato PDF para download.

### Em Italiano
- «« Utopiaucronia: nel mondo della storia alternativa »» (em italiano). mais de 3000 histórias alternativas em Italiano
- «Storia e Fantasy: un connubio possibile, auspicabile… ma non assoluto» (em italiano)